# Marco Biagi (Politiker)

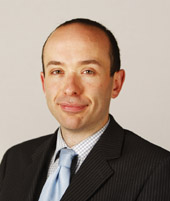
Marco Biagi

Marco Biagi (* 31. Juli 1982 in Alexandria) ist ein schottischer Politiker und Mitglied der Scottish National Party (SNP). Bei den Schottischen Parlamentswahlen 2011 trat Biagi als Direktkandidat der SNP im Wahlkreis Edinburgh Central an. Er gewann den Wahlkreis, der zwischen 1999 und 2011 die Labour-Politikerin Sarah Boyack entsandte, erstmals für die SNP.
Biagi studierte Internationale Beziehungen an der Universität St Andrews und schloss als Master ab. Später bildete er sich an der Universität Oxford weiter und studierte an der Universität Glasgow Politische Kommunikation. Seit 2011 ist Biagi Mitglied des Schottischen Parlaments. Biagi ist nicht verheiratet.